# Hilara allogastra
Hilara allogastra är en tvåvingeart som beskrevs av Chvala 2001. Hilara allogastra ingår i släktet Hilara och familjen dansflugor. Inga underarter finns listade i Catalogue of Life.